# Patagonia (Arizona)
Patagonia est une ville américaine située dans le comté de Santa Cruz en Arizona. En 2010, sa population était de 913 habitants.
Après avoir été un point de ravitaillement pour les mines et ranchs alentour, Patagonia est devenue une destination touristique, de par, notamment, de la présence d'une réserve naturelle (The Nature Conservancy's Patagonia-Sonoita Creek Preserve).

## Démographie
| 1950 | 1960 | 1970 | 1980 | 1990 | 2000 |
| ---- | ---- | ---- | ---- | ---- | ---- |
| 700  | 540  | 630  | 980  | 888  | 881  |

| 2010 | - | - | - | - | - |
| ---- | - | - | - | - | - |
| 913  | - | - | - | - | - |

## Patagonia-Sonoita Creek Preserve
La réserve naturelle de Patagonia-Sonoita Creek est menacée par la mise en place d'une nouvelle unité d'extraction et de zinc, Hermosa Project, construite par l'Australien South32 et validée par l'administration Biden.

## Personnalités locales
- Philip Caputo (en), écrivain.
- Jim Harrison, écrivain, poète et critique gastronomique, y résidait et y décède le 26 mars 2016[5].
- Gary Paul Nabhan (en), écrivain et ethno-botaniste.